# Flevum (Ortsname)

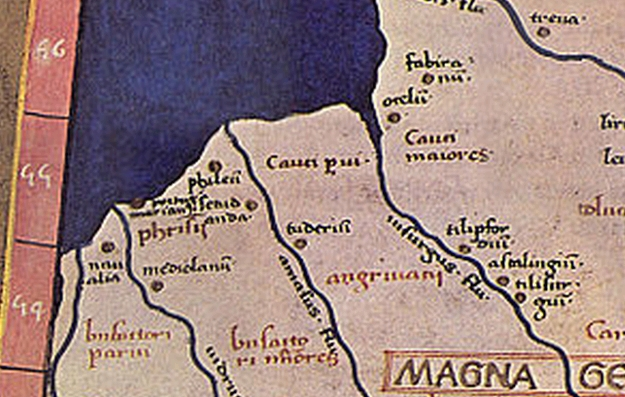
Lage von Flevum auf der Karte des Ptolemaios

Flevum, auch Phleum (altgriechisch Φληούμ) ist ein Ortsname, der in der Geographia des Claudius Ptolemaios als einer der im Westen der Germania magna nördlich an der Meeresküste liegenden Orte (πόλεις) mit 28° 45′ Länge (ptolemäische Längengrade) und 54° 45′ Breite angegeben wird. Flevum liegt damit nach Ptolemaios vor Siatoutanda. Wegen des Alters der Quelle kann eine Existenz des Ortes um 150 nach Christus angenommen werden.

## Lokalisierung
Der Ort wurde bisher nicht sicher lokalisiert. Ein interdisziplinäres Forscherteam um Andreas Kleineberg, das die Angaben von Ptolemaios neu untersuchte, lokalisiert zurzeit Flevum anhand der Transformation der antiken Koordinaten beim heutigen Appingedam am Ästuar der Ems in den Niederlanden.